# ضفيرة وريدية مهبلية
الضفيرة الوريدية المهبلية تتواجد على جانبي المهبل، وتقوم بالاتصال مع الضفيرة الرحمية والضفيرة المثانية والضفيرة المستقيمية، ثم تقوم بتصريف الدم عن طريق الأوردة المهبلية على جانبي المهبل، ليصب الدم في الأوردة الخثلية.